# Der Kater mit Hut (Animationsserie)
Der Kater mit Hut (Originaltitel The Cat in the Hat Knows a Lot About That!) ist eine kanadisch-britisch-amerikanische Zeichentrickserie. Die Erstausstrahlung erfolgte am 7. August 2010 auf Treehouse TV (Kanada) und am 6. September 2010 auf PBS Kids (USA)  sowie Children's Independent Television und Tiny Pop (Großbritannien). Die preisgekrönte Serie basiert auf dem gleichnamigen Buch The Cat in the Hat, das von dem als Dr. Seuss bekannten Theodor Seuss Geisel geschrieben und vom Random House-Verlag veröffentlicht wurde.
Entwickelt und produziert wurde die Serie von Portfolio Entertainment, Random House Children Entertainment und Collingwood O'Hare Productions. Von 2010 bis 2018 wurden insgesamt 80 Folgen produziert und in drei Staffeln ausgestrahlt. Im Original spricht Komiker Martin Short die Titelfigur.

## Handlung
In jeder Folge zieht der Kater mit dem Hut mit den Nachbarskindern Sally und Nick sowie weiteren Gefährten in neue Abenteuer. Dazu wird oftmals der „Thinga-ma-jigger“ genutzt, der unter anderem fliegen, schwimmen sowie seine Größe ändern kann, um die vielseitigen Entdeckungsreisen zu bestehen. Die Abenteuer werden durch eine Frage von Nick oder Sally zu Beginn einer Episode ausgelöst. Die naturwissenschaftlichen Reisen führen die Protagonisten um die ganze Welt.

## Figuren
| Figur               | Originalsprecher                                   | Deutscher Sprecher             |
| ------------------- | -------------------------------------------------- | ------------------------------ |
| Der Kater mit Hut   | Martin Short                                       | Michael Pan                    |
| Nick                | Jacob Ewanikuk (St. 1–2) Deandray Hamilton (St. 3) | Vincent Borko Oliver Szerkus   |
| Sally               | Alexa Torrington (St. 1–2) Halle Nunes (St. 3)     | Yamuna Kemmerling Peggy Pollow |
| Fisch               | Rob Tinkler                                        | Rainer Fritzsche               |
| Ding 1, Ding 2      | Rob Tinkler                                        |                                |
| Mutter von Nick     | Tracey Hoyt                                        | Judith Hoersch                 |
| Mutter von Sally    | Tracey Hoyt                                        |                                |
| Riesenpanda Zhu Zhu | Heather Bambrick                                   |                                |
| Rentier Ralph       | Annick Obonsawin                                   |                                |
| Biber Betty         | Angela Lewis                                       |                                |
| Bettys Freund       | Jeffrey Tambor                                     |                                |

- Der Kater mit dem Hut ist sachkundig und abenteuerlustig mit menschlichen Eigenschaften. Auf ihren globalen Reisen tritt er als Führer von Sally und Nick auf. Dabei spricht er in Reimen und erinnert so an die Figur von Dr. Seuss, auf der er basiert.
- Nick ist Sallys Nachbar und ihr bester Freund. Er trägt einen orangefarbenen Pullover, ein weißes kurzärmliges Unterhemd, blaue Hosen und graue Schuhe mit schwarzen Sohlen.
- Sally ist die beste Freundin von Nick. Sie trägt ein dunkelrosafarbenes Stirnband, ein kurzärmliges weißes Unterhemd, ein Kleid in der Farbe des Stirnbandes mit zwei Taschen und gleichfarbige Mary-Jane-Schuhe mit braunen Sohlen.
- Der Fisch zeigt leicht pessimistische Züge und ähnelt nur leicht der Figur im zugrundeliegenden Kinderbuch. Im Gegensatz zu dem Fischchen im Buch ist er rot und gehört offensichtlich der Katze. Zudem agiert er viel kooperativer als die ursprüngliche Figur.
- Ding 1 und Ding 2 sind zwei verrückte, aber durchaus engagierte Unterstützer einer nicht näher bekannten Spezies.
- Die Mutter von Sally und Nick wird jeweils vor den Abenteuern von den Kindern um Erlaubnis gefragt. In der Regel ist sie in den einzelnen Episoden nur zu hören, manchmal ist sie als Person zu sehen. Die Mutter von Nick spricht mit jamaikanischem Akzent.

In den Folgen sind auch einige Tiere zu sehen:
- Der Riesenpanda Zhu Zhu wird von dem Kater, Sally und Nick in der Folge Bamboozled angesprochen, damit er ein Geschenk für ihren Panda findet.

- Ralph ist ein Rentier mit grauem Fell, das in einigen Folgen auch als Karibu bezeichnet wird. In der Weihnachtsfolge gewinnt er die Süßigkeiten-Stockjagd und reist im Thinga-ma-jigger mit.

- Die Biberdame Betty hat große Zähne. Ihr Biberdamm wird von den Dingen zerstört. Ihr Freund hilft ihr bei der Reparatur des Dammes. Er tritt auch in der Weihnachtsfolge auf.

## Vergleich zu anderen Sendeformaten
Die Produktion ähnelt den PBS-Serien Coco – der neugierige Affe (im Original Curious George) und Sid the Science. Die Zielgruppe von Der Kater mit dem Hut ist – im Gegensatz zu den genannten Serien – die der Vorschulkinder, die durch verschiedene Wissenschafts- und Lernkonzepte angesprochen werden.
Nachdem die Realfilm-Version des Buches The Cat in the Hat Knows a Lot About That!, die im deutschen Sprachraum unter dem Titel Ein Kater macht Theater lief, 2004 bei Publikum und Kritik durchfiel, untersagte die Witwe des Autors, Audrey Geisel, jede weitere Umsetzung der Werke ihres Mannes mit Schauspielern. Die Zeichentrickserien-Adaption wurde von ihr genehmigt.